# ليون وير
ليون وير (بالإنجليزية: Leon Ware)‏ هو كاتب أغاني وموسيقي ومنتج أسطوانات ومغني أمريكي، ولد في 16 فبراير 1940 في ديترويت في الولايات المتحدة، وتوفي في 23 فبراير 2017 في مارينا دل راي، كاليفورنيا في الولايات المتحدة بسبب سرطان البروستاتا.

## وصلات خارجية
- الموقع الرسمي
- ليون وير على موقع IMDb (الإنجليزية)
- ليون وير على موقع ميوزك برينز (الإنجليزية)
- ليون وير على موقع قاعدة بيانات برودواي على الإنترنت (الإنجليزية)
- ليون وير على موقع أول ميوزيك (الإنجليزية)
- ليون وير على موقع ديسكوغز (الإنجليزية)